# Гросмонра
Гросмонра (нем. Großmonra) — коммуна в Германии, в земле Тюрингия. 
Входит в состав района Зёммерда. Подчиняется управлению Кёлледа.  Население составляет 947 человек (на 31 декабря 2010 года). Занимает площадь 38,92 км². Официальный код  —  16 0 68 018.
Коммуна подразделяется на 2 сельских округа.